# 莎拉·凱莉根
莎拉·路易斯·凱莉根（Sarah Louise Kerrigan），自封刀锋女王（Queen of Blades），是暴雪娛樂出品的《星海爭霸》系列遊戲和小說中的一個主要虛構角色，一度是最大的反派角色。《自由之翼》後變成反英雄角色活躍於劇情中，先後擊敗阿克圖洛斯·蒙斯克和亞蒙兩位大反派角色。

## 经历

### 星海爭霸
凱莉根起初作為一個26歲的人类女幽靈特務在《星海爭霸》中登場，由於本身為基因變異者，使她具有心靈感應、控制等強大的幽能力量，在任務中與前联邦警长吉姆·雷诺相識。劇情開始時凱莉根是阿克圖洛斯·蒙斯克領導的反政府組織柯哈之子的戰地指揮官，但在對抗聯邦的過程中，被蒙斯克背叛拋棄而遭虫族俘獲並感染。此後她成為了一個人／蟲混合體並完全服從於蟲族主宰的思想。她一度成為蟲族最強有力的代表，但後來突破了主宰的控制，並最終成為了整個克普魯星區內最強的統治者（在星際爭霸1的DLC母巢之戰劇情中凱莉根籠絡了被UED擊敗而流亡的阿克图尔斯·蒙斯克，正在重建艾爾的澤拉圖和阿塔尼斯和菲尼克斯與吉姆·雷诺等勢力將他們組成一個鬆散的同盟以對付新生的主宰。在盟軍殺死新主宰後凱莉根撕毀了同盟關係率先攻擊同盟並殺死了蒙斯克的將軍艾德蒙·杜克和神族指揮官菲尼克斯，但最終放走了舊識吉姆·雷诺。凱莉根繼續奪回失去控制的蟲群之後遭遇了蒙斯克，杜加爾和阿塔尼斯三支軍隊的復仇，但她最終將三支軍隊打敗。此後再也沒有勢力能威脅到她，她順利成為了蟲族的新領袖）。
凱莉根被感染之前的生平在小說《起義》和《利伯蒂的遠征》有更加豐富的描寫，而小說《刀鋒女皇》詳細描述了她被感染之後的人物形象。作為《星際爭霸》系列的主要角色之一，莎拉·凱莉根的角色信度以及深度，使她當選了Tom's Games評選的「50大電子遊戲女性角色。並且在GameSpot的一項調查中被評為第二邪惡的電子遊戲人物形象。

### 星海爭霸2：自由之翼
刀鋒女王凱莉根以蟲群的領袖登場，並在與吉姆·雷諾爭奪薩爾娜迦神器：星曜石的過程中失敗，被吉姆·雷諾與維勒安·蒙斯克組成的聯軍擊敗，最後被吉姆·雷諾使用薩爾娜迦神器恢復為人類模樣，但還是具有些許蟲族特徵，例如頭髮等。

### 星海爭霸2：蟲族之心
在蟲群之心的故事情節之中，吉姆·雷諾為幫助凱莉根逃脫阿克圖洛斯·蒙斯克大帝的追捕而被自治聯盟逮捕。凱莉根為了救回吉姆·雷諾，在蟲族的誕生星球澤瑞斯重新成為刀鋒女皇，帶領蟲群救回吉姆·雷諾，並打敗了阿克圖洛斯·蒙斯克所領導的自治聯盟。

### 星海爭霸2：虛空之遺
重新成為刀鋒女王的凱莉根與人類及神族力量聯合，擊敗了已經被墮落的薩爾納加人亞蒙控制的混源體大軍，將亞蒙重新放逐回虛空之中。不過她感應到來自虛空中的呼喚，於是與人類及神族組成聯軍深入虛空，找到了被亞蒙囚禁的最後的薩爾納加「歐洛斯」。凱莉根獲得了歐洛斯的力量，成為薩爾納加所期待的「純粹的原質」與「純粹的形態」結合體。凱莉根以薩爾納加的力量擊敗了亞蒙，永除後患。大戰結束與吉姆·雷諾回到了瑪爾·薩拉星球，但是當地居民兩年後再也未看見倆人的踪影，唯獨在瑪爾薩拉的酒吧，留下了雷諾的警徽。

## 角色設計
凱莉根的角色形象主要由暴雪娛樂的克里斯·梅森和詹姆斯·菲尼所創。其外貌形態由梅森設計，其餘則是暴雪的藝術兼創作總監Samwise Didier和Glen Rane，表現出她在以後的作品中描繪的影響。

## 外部連結
- 《母巢之戰》網站上的莎拉·凱莉根